# A királyi szabó
A királyi szabó (hangul: 상의원, Szangivon, RR: Sanguiwon; angol címén: The Royal Tailor) 2014-ben bemutatott dél-koreai kosztümös történelmi film I Vonszok (Lee Won-seok) rendezésében, Han Szokkju (Han Seok-gyu), Ko Szu (Go Su),  Pak Sinhje (Park Shin-hye) és Ju Jonszok (Yu Yeon-seok) főszereplésével. A film két udvari szabó rivalizálását követi nyomon a Csoszon (Joseon)-korban.

## Történet
Cso Dolszok (Jo Dol-seok) 30 éve készít hanbokot, a királyi szabóság, a Szangivon (Sanguiwon) főszabója. Amikor a királyné varrónői véletlenül tönkreteszik a király ceremoniális öltözetét, a mjonbok (myeonbok)ot, Cso (Jo) nem vállalja a kijavítását, mert egyetlen éjszaka alatt lehetetlennek tartja. Az egyik hivatalnok bemutatja a királynénak I Gongdzsin (Lee Gong-jin)t, egy tehetséges, szabályokkal nem törődő, korát megelőző ötletekkel rendelkező fiatal szabót, aki vállalja az öltözet felújítását. A darab kiválóan sikerül, a királyt lenyűgözi a fiatalember tehetsége, és felkéri, készítsen számára új vadászöltözetet is. Gongdzsin (Gong-jin) így az udvari szabóságba kerül, és forradalmi dizájnjaival, elképesztően gyönyörű női hanbokjaival felforgatja a palota életét, és a főváros hölgyei is mind nála akarnak varratni. A fiatalember első látásra beleszeret a férje által elhanyagolt királynéba, akinek lélegzetelállító összeállításokat készít. Csó (Jó)ban egyre nő a düh és elkeseredettség, ahogy a fiatal, lángelme ruhatervező lassanként elhódítja tőle a megrendelőket, beleértve a királyt is, pont amikor végre, 30 év szolgálat után nemesi rangot kaphatna. Amikor a király kiszemeli magának a főminiszter lányát, a két szabó olyan udvari intrikába kerül, mely végül tragédiához vezet.

## Szereplők
- Han Szokkju (Han Seok-gyu) mint Cso Dolszok (Jo Dol-seok)
- Ko Szu (Go Soo) mint I Gongdzsin (Lee Gong-jin)[10]
- Pak Sinhje (Park Shin-hye) mint királyné[11][12]
- Ju Jonszok (Yoo Yeon-seok) mint király
- Ma Dongszok (Ma Dong-seok) mint Phanszu (Pan-su)
- Sin Szojul (Shin So-yul) mint Volhjang (Wol-hyang)
- I Jubi (Lee Yu-bi) mint Szoi (Soui) királyi ágyas

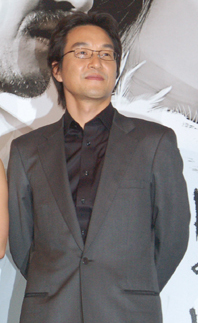
Han Szokkju (Han Seok-gyu)
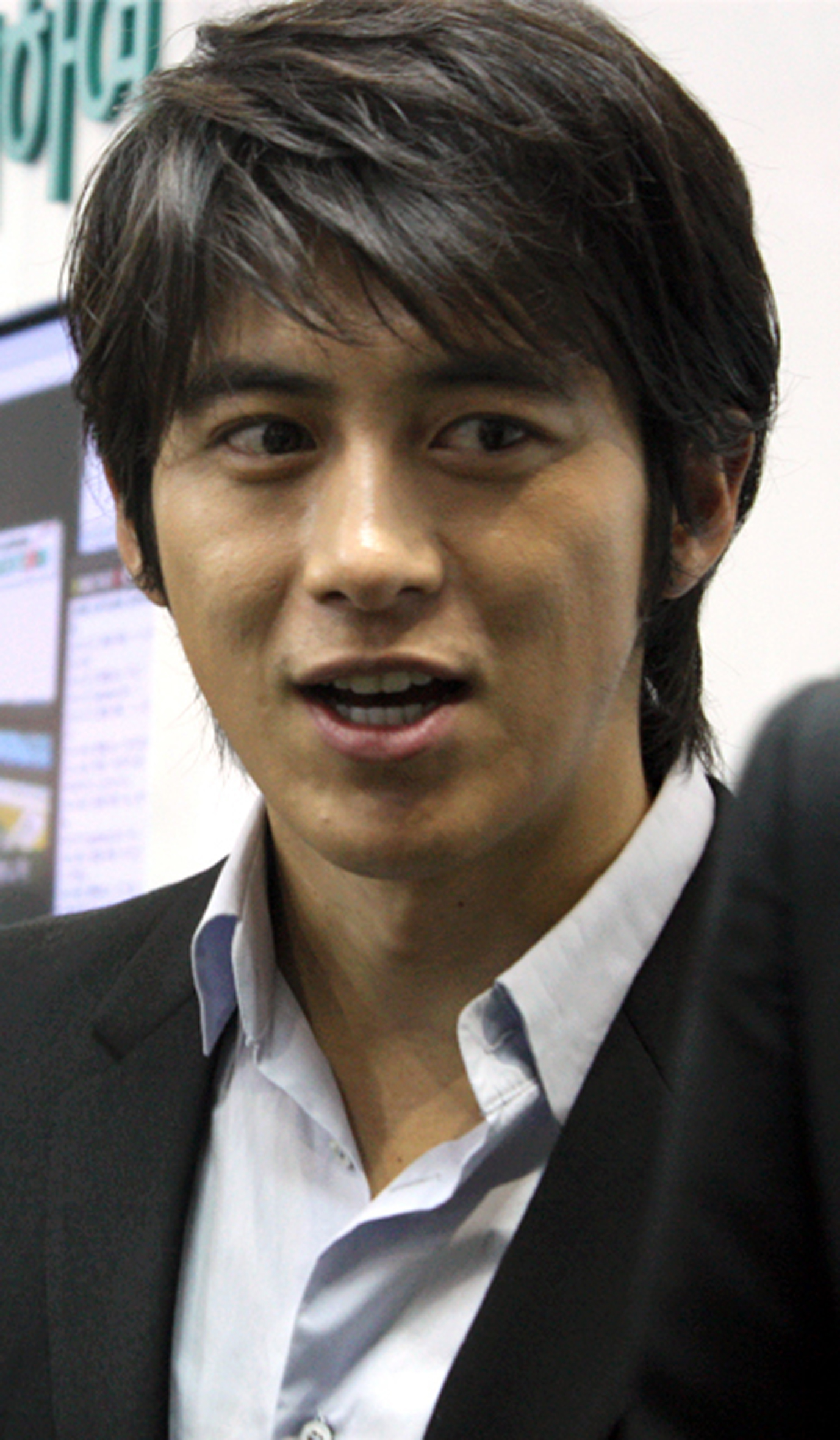
Ko Szu (Go Soo)
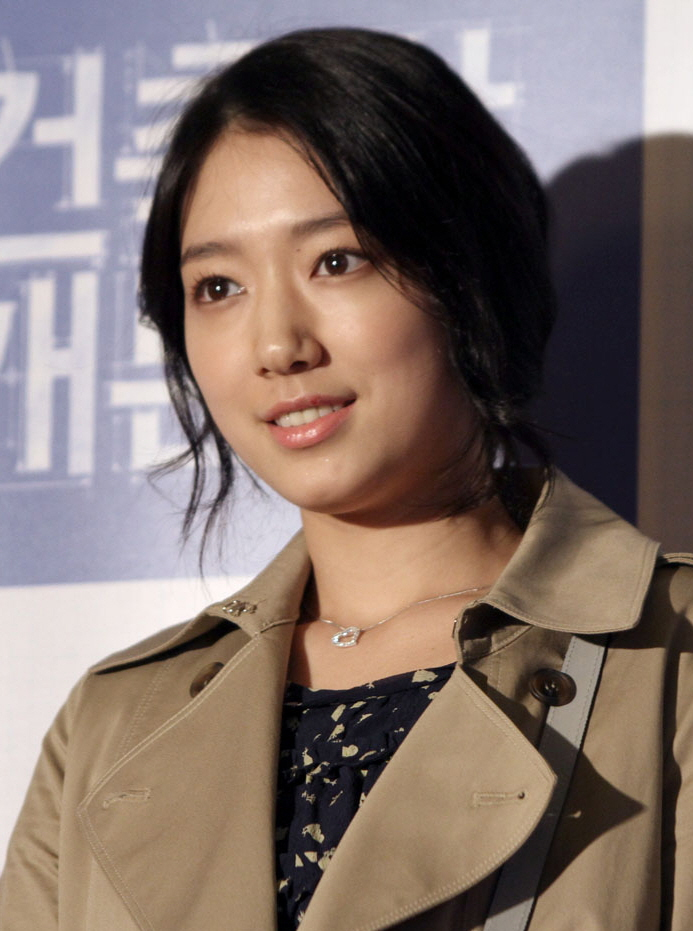
Pak Sinhje (Park Shin-hye)

## Háttér
A filmben több mint 1000, részletesen kidolgozott hanbok jelenik meg. Több mint 1 milliárd vont költöttek a film költségvetéséből a ruhákra, melyeket Cso Szanggjong (Jo Sang-gyeong) tervezett. A jelmeztervezőnőt a Jongdzso (Yeongjo) király (1694–1776) korabeli öltözékek inspirálták.